# Дубина (Стрыйский район)
Дубина (укр. Дубина) — село в Сколевской городской общине Стрыйского района Львовской области Украины.
Население по переписи составляло 276 человек. Занимает площадь 0,61 км². Почтовый индекс — 82614. Телефонный код — 3251.